# Richard Mentor Johnson
Richard Mentor Johnson (Beargrass (Kentucky) 17 oktober 1780 - Frankfort (Kentucky), 19 november 1850) was een Amerikaans politicus en de 9e vicepresident van de Verenigde Staten.
Johnson begon zijn politieke loopbaan als afgevaardigde in de wetgevende vergadering van Kentucky in 1804 en nam in 1807 voor de eerste maal zitting in het federale Huis van Afgevaardigden, een positie die hij tot 1819 en weer van 1829 tot 1837 zou bekleden. Tussen 1819 en 1829 was hij senator voor Kentucky.
In de aanloop naar de Oorlog van 1812 vereenzelvigde Johnson zich met de fractie van Henry Clay die openlijk opriep tot oorlog met Groot-Brittannië. Tijdens de oorlog zelf was Johnson kolonel van de vrijwillige militie van Kentucky en deed hij dienst langs de grenzen die blanke settelaars van Indiaanse stammen van elkaar scheidden. Naar verluidt heeft Johnson tijdens de oorlog Shawnee stamhoofd Tecumseh gedood. Na afloop van de oorlog keerde Johnson terug naar het Congres.
Bij de presidentsverkiezingen van 1836 was Johnson de vicepresidentskandidaat op het ticket van de Democraten, samen met presidentskandidaat Van Buren.
Hoewel het niet helemaal vaststaat dat Tecumseh gedood werd door toenmalig kolonel Johnson gebruikten diens aanhangers dit wel als belangrijkste slogan ("Rumpsey Dumpsey, Rumpsey Dumpsey, Colonel Johnson killed Tecumseh") toen hij in 1836 voor het vicepresidentschap running mate was van Martin Van Buren (en ze deze verkiezingen wonnen). Dat Amerika's grootste indiaanse vijand door Johnson zou zijn gedood leidde uiteraard destijds tot een hevige polemiek in de pers, met verklaringen van meer en minder betrouwbare getuigen; maar zijn versie bleef wel als meest waarschijnlijke over.
Vier jaar later verloren Van Buren en Johnson de verkiezingen.
Na de verkiezingsnederlaag in 1840 keerde Johnson terug naar Kentucky waar hij zonder succes een gooi deed naar het gouverneurschap. In 1850 werd hij wel verkozen in de wetgevende vergadering van Kentucky maar hij overleed amper 2 weken na aanvang van zijn termijn. Hij werd 70 jaar oud.
Adams ·
Jefferson ·
Burr ·
Clinton ·
Gerry ·
Tompkins ·
Calhoun ·
Van Buren ·
R.M. Johnson ·
Tyler ·
Dallas ·
Fillmore ·
King ·
Breckinridge ·
Hamlin ·
A. Johnson ·
Colfax ·
Wilson ·
Wheeler ·
Arthur ·
Hendricks ·
Morton ·
Stevenson ·
Hobart ·
Roosevelt ·
Fairbanks ·
Sherman ·
Marshall ·
Coolidge ·
Dawes ·
Curtis ·
Garner ·
Wallace ·
Truman ·
Barkley ·
Nixon ·
L.B. Johnson ·
Humphrey ·
Agnew ·
Ford ·
Rockefeller ·
Mondale ·
Bush ·
Quayle ·
Gore ·
Cheney ·
Biden ·
Pence ·
Harris ·
Vance
- Gemeinsame Normdatei: 142818895
- International Standard Name Identifier: 0000 0001 0677 0418
- Library of Congress Control Number: n86025565
- Nationale Bibliotheek van Tsjechië: jo20251256903
- Nationale Bibliotheek van Israël: 987007354608705171
- SNAC: w6mx36kz
- Biographical Directory of the United States Congress: J000170
- Virtual International Authority File: 45777050
- WorldCat: E39PBJxmHvwd9wPXRBq6VqChHC